# 漓江
漓江（りこう、拼音: lí jiāng）は、中国広西チワン族自治区の東北部を流れる川。あるいは灕江（りこう）、漓水、灕水。珠江水系の西江（せいこう）の左岸支流である。
桂林市資源県の猫児山を源とし、南へ流れ、桂林市や陽朔県などの街を過ぎ、平楽県の三江口で茘浦河および恭城河を合流した後に桂江と名が変わる。引き続き南に流れて梧州で西江と合流する。西江は、桂江の合流前は潯江（じんこう）という名であるが、桂江が合流したところで名称がようやく西江に変わる。漓江（桂江）の全長は426キロメートルである。水質は澄んでおり、両岸の景色は風光明媚、特に桂林から陽朔に至るまでの景観は名高く、国家重点風景名勝区（1982年認定）と中国の5A級観光地（2007年認定）に指定されている。2000年10月16日より発行されている第5版人民幣の20元札の図柄にも、桂林の漓江が描かれている。
漓江と湘江には秦によって切り開かれた運河・霊渠がある。

## 地理

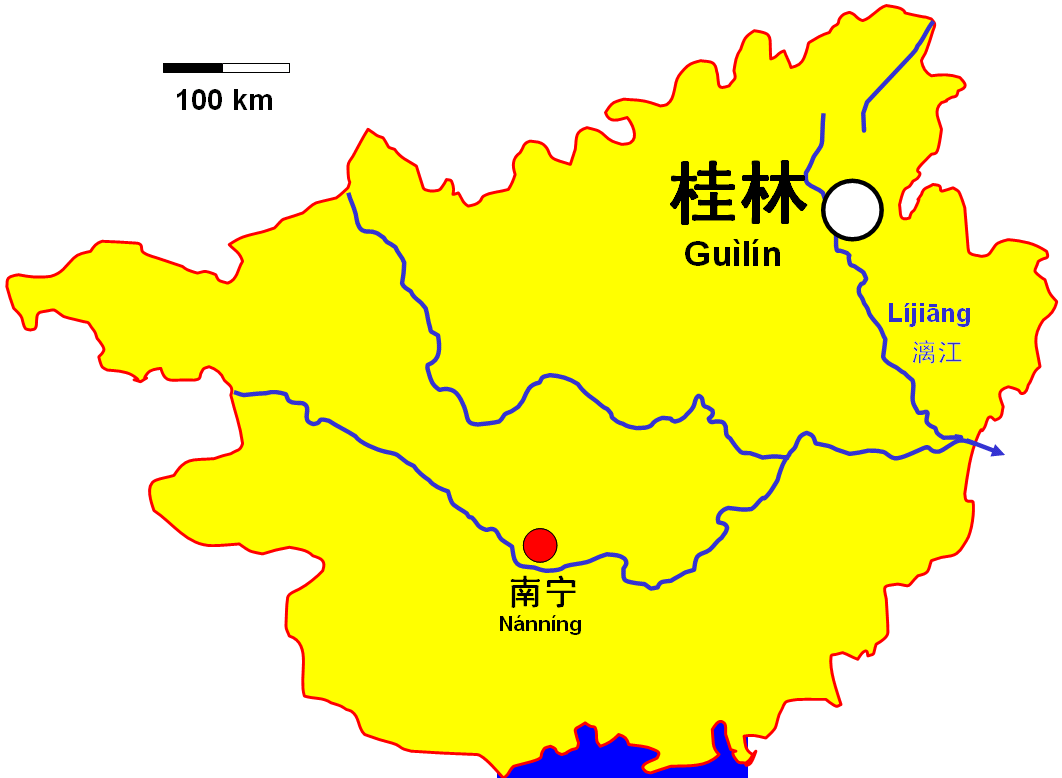
広西チワン族自治区における
漓江(右上)

漓江山水

漓江の桂林付近の山・水・洞は「三絶」と呼ばれている。中国の地形学では「岩溶峰林」と呼ばれる、石灰岩層が溶かされて形成された塔状の峰が多数みられ、特に桂林から陽朔にかけては峰林が地表を覆っている。
漓江流域の岩溶峰林は主にカルスト地形によるもので、カルスト地形の中でも非常に発達が十分なものである。雨水などの水と、空気中の二酸化炭素が反応して炭酸を生じ、石灰岩や白雲岩が酸性水により溶食されてゆく。さらに、温暖なこの地方では土壌中の生物の呼吸からも二酸化炭素は盛んに発生するほか、雨も多いため、溶食の勢いは激しい。こうして峰林・孤峰・鍾乳洞といった独特の地形が形成されていった。桂林から陽朔にかけての石灰岩の形成は今から3.2億年前から4億年前で、年代は古く地質は硬く、3,000メートル以上にわたって堆積している。また、桂林地区の石灰岩は、隙間の割合が1%にも満たず、世界でも質量が非常に重い石灰岩である。
漓江流域は亜熱帯中部に位置し、亜熱帯気候に属する。高温多雨で、雨季と高温期が一致している。
上流一帯では水源林の劣化が進み、竹林が増え保水能力が低下している。このため1990年代後半以降は漓江の水不足が進み、船が航行できない断流状態が毎年1か月から3か月は続いている。また桂林の観光開発に伴う河川のゴミや汚染も深刻である。桂林市は、漓江の本流と支流に、洪水防止を主な目的として水深の回復や水力発電も備えたダムを3つ作る計画を立てている。

## 主要名勝
漓江沿いにはいくつもの名勝がある。主なものは以下の通りである。
- 象山水月
- 蝙蝠山
- 冠岩幽洞
- 楊提風光
- 黄布倒影
- 九馬画山
- 五指山
- 螺獅山
- 美女照鏡
- 月亮山

## 桂林と漓江の風景

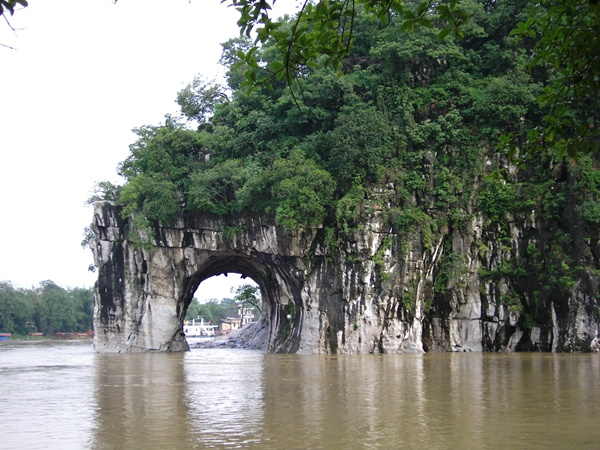
象鼻山
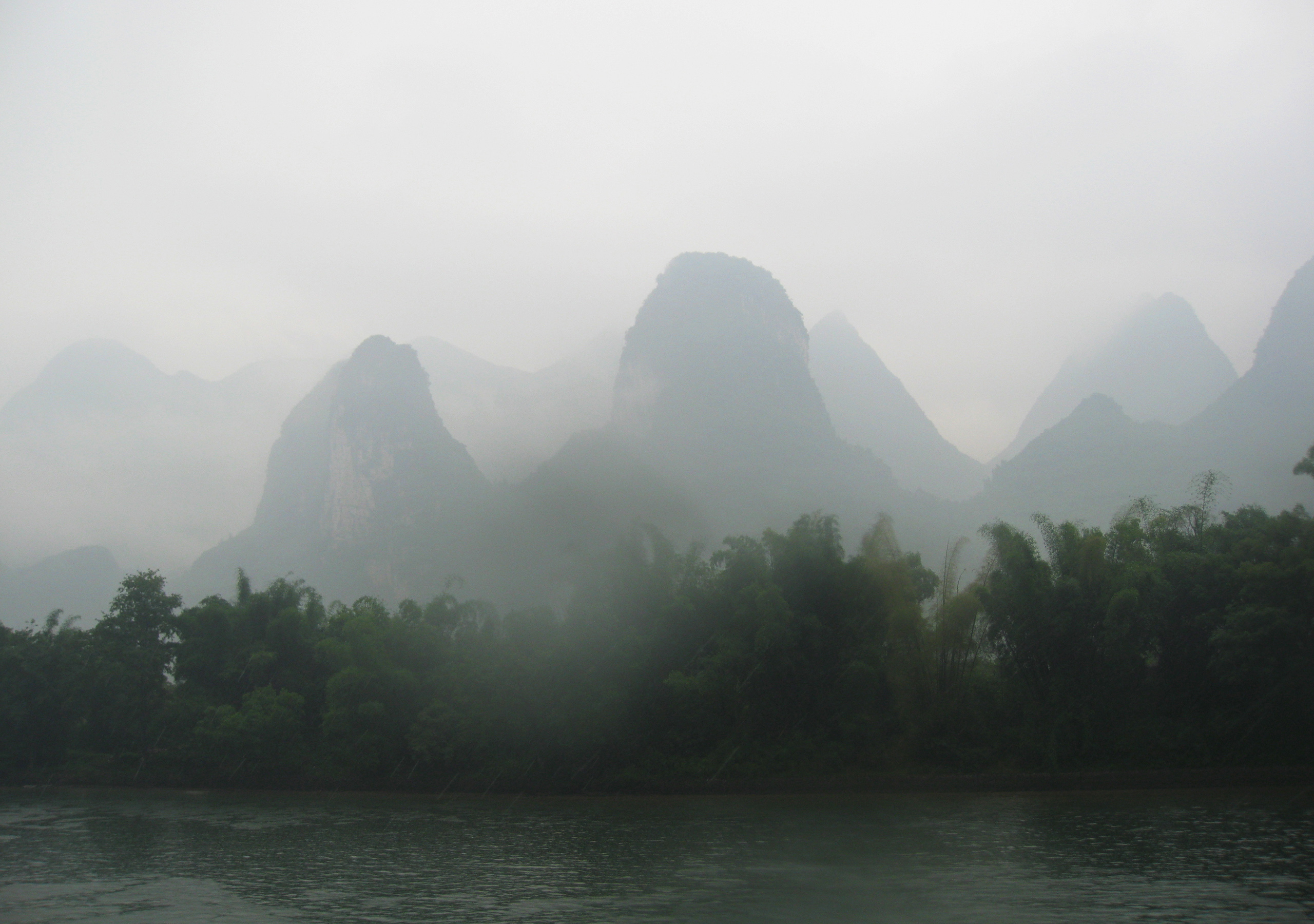
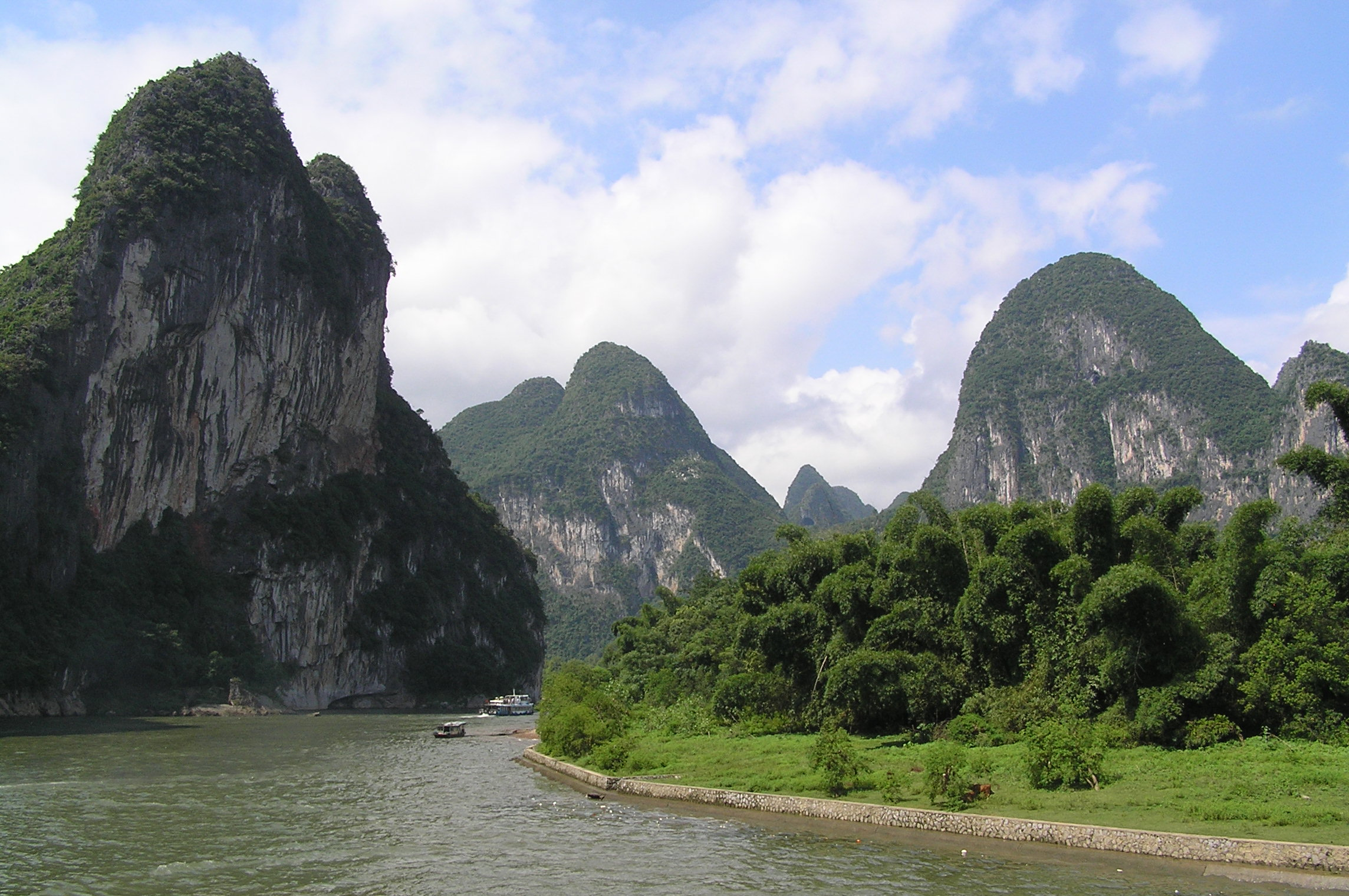
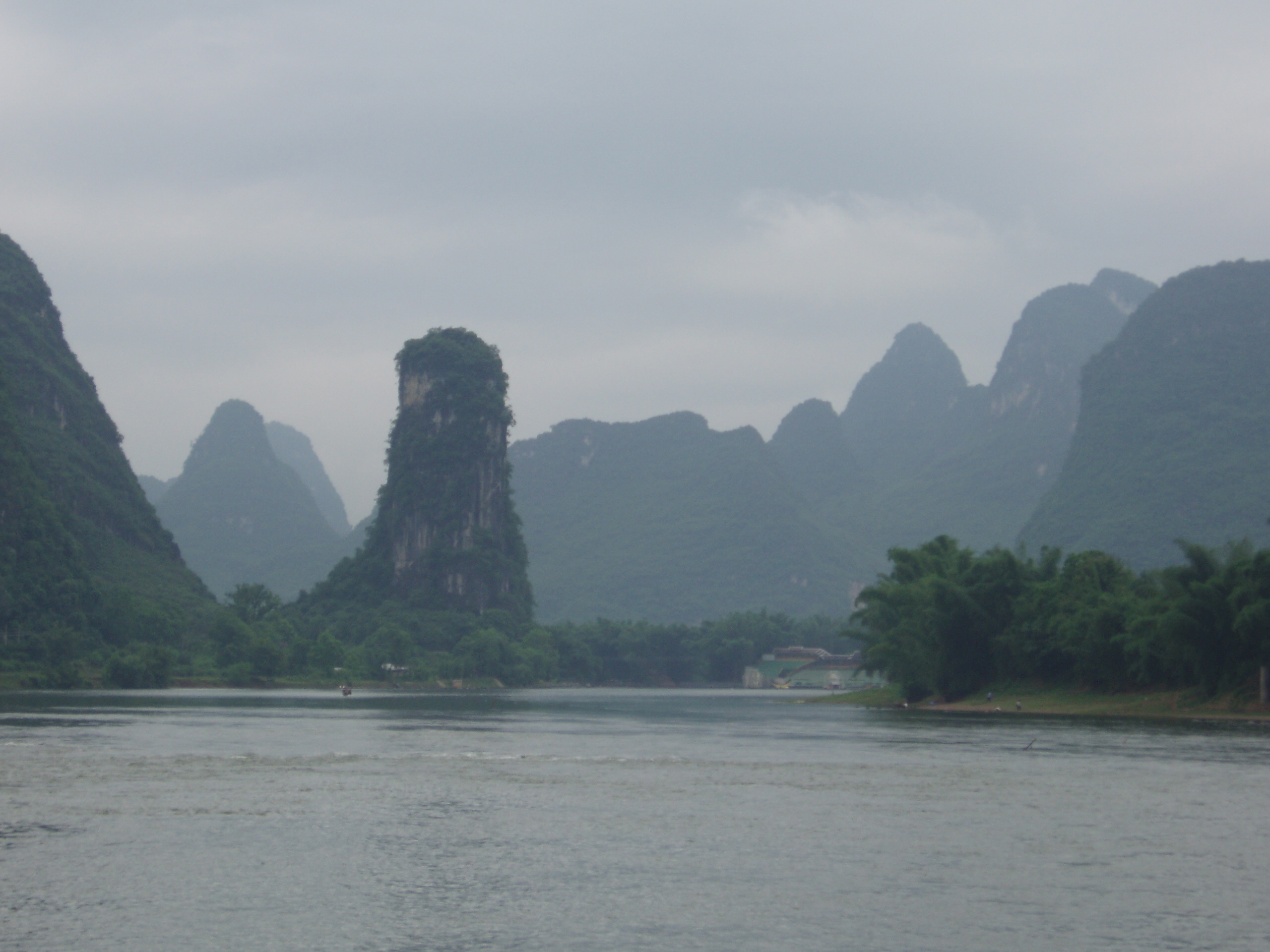
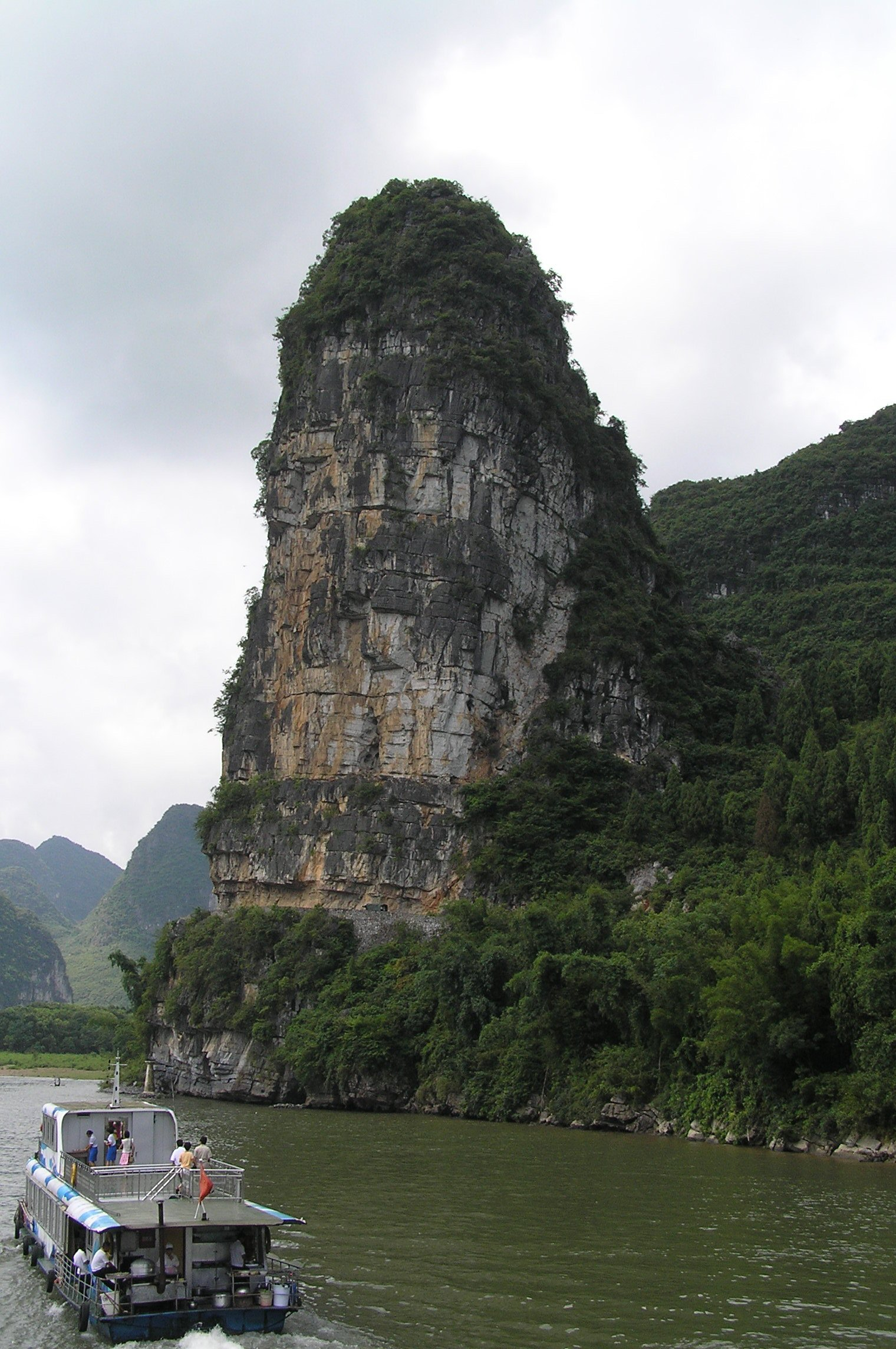
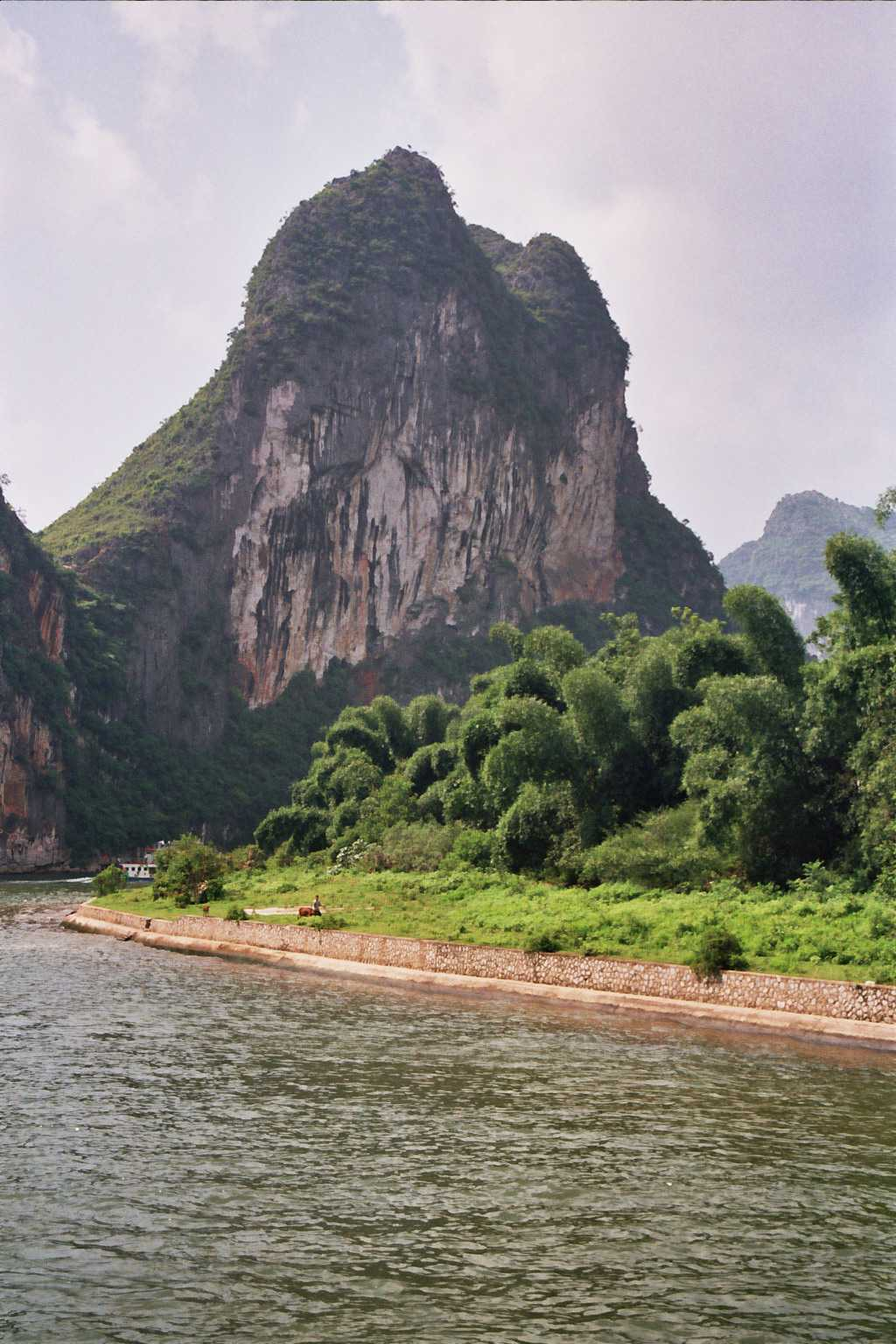
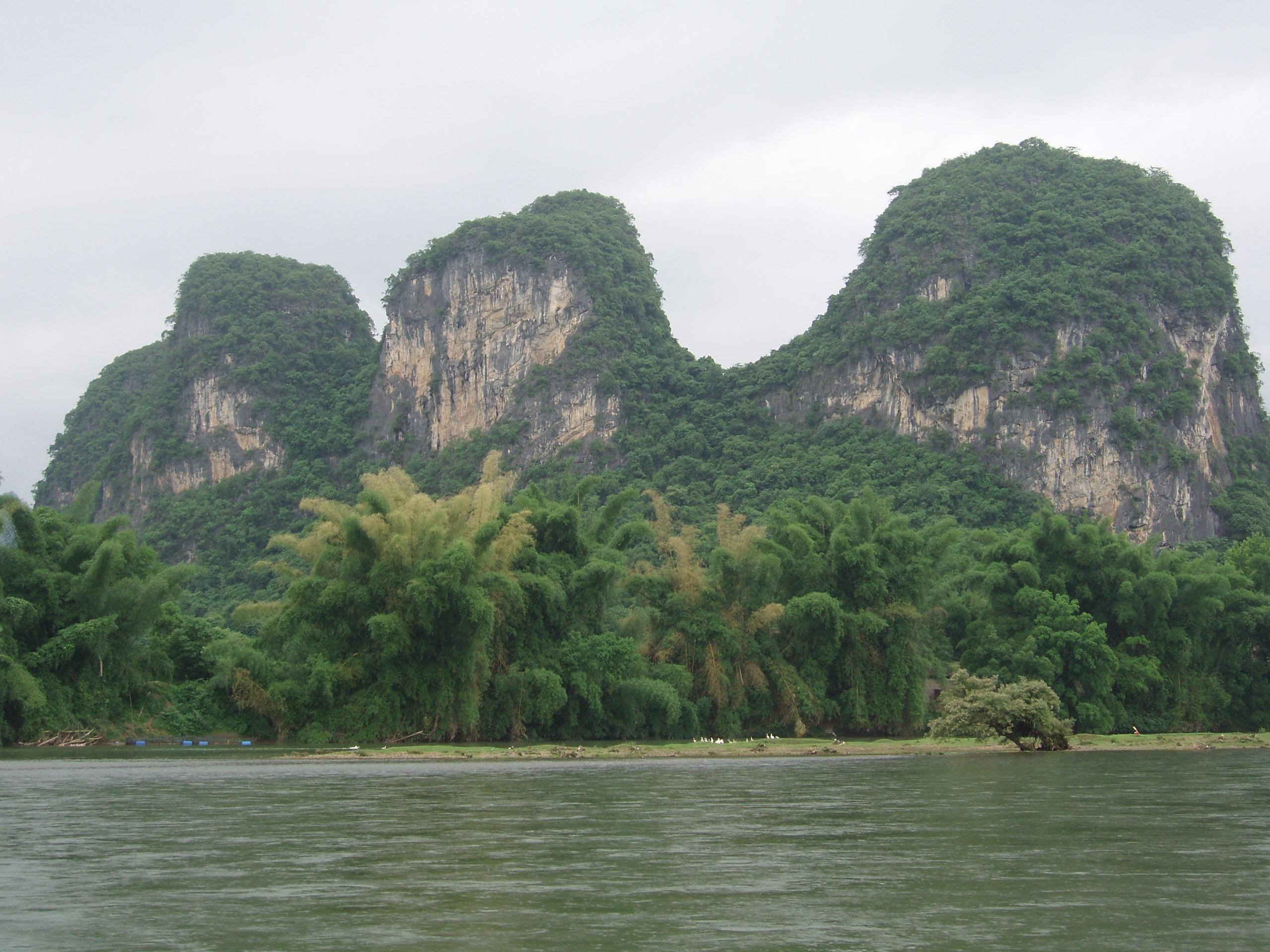
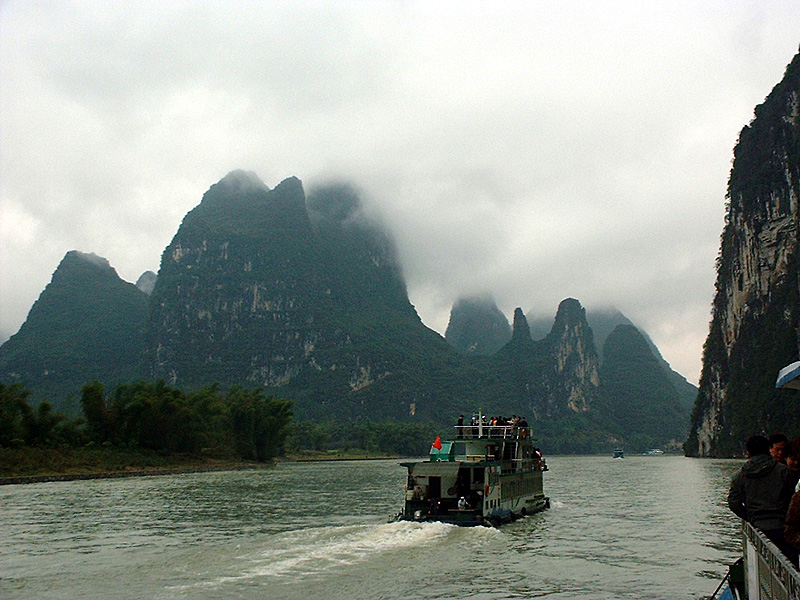
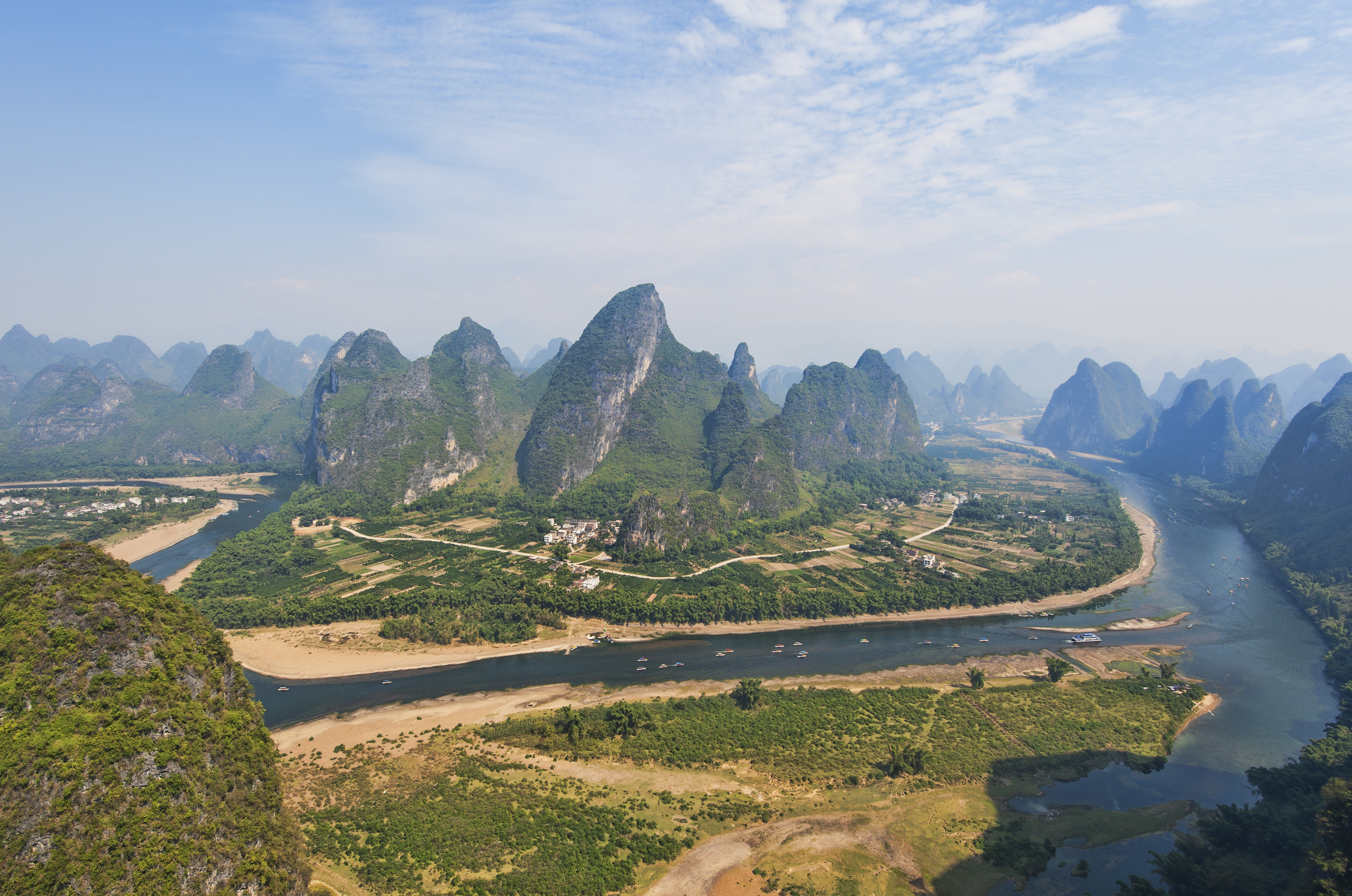
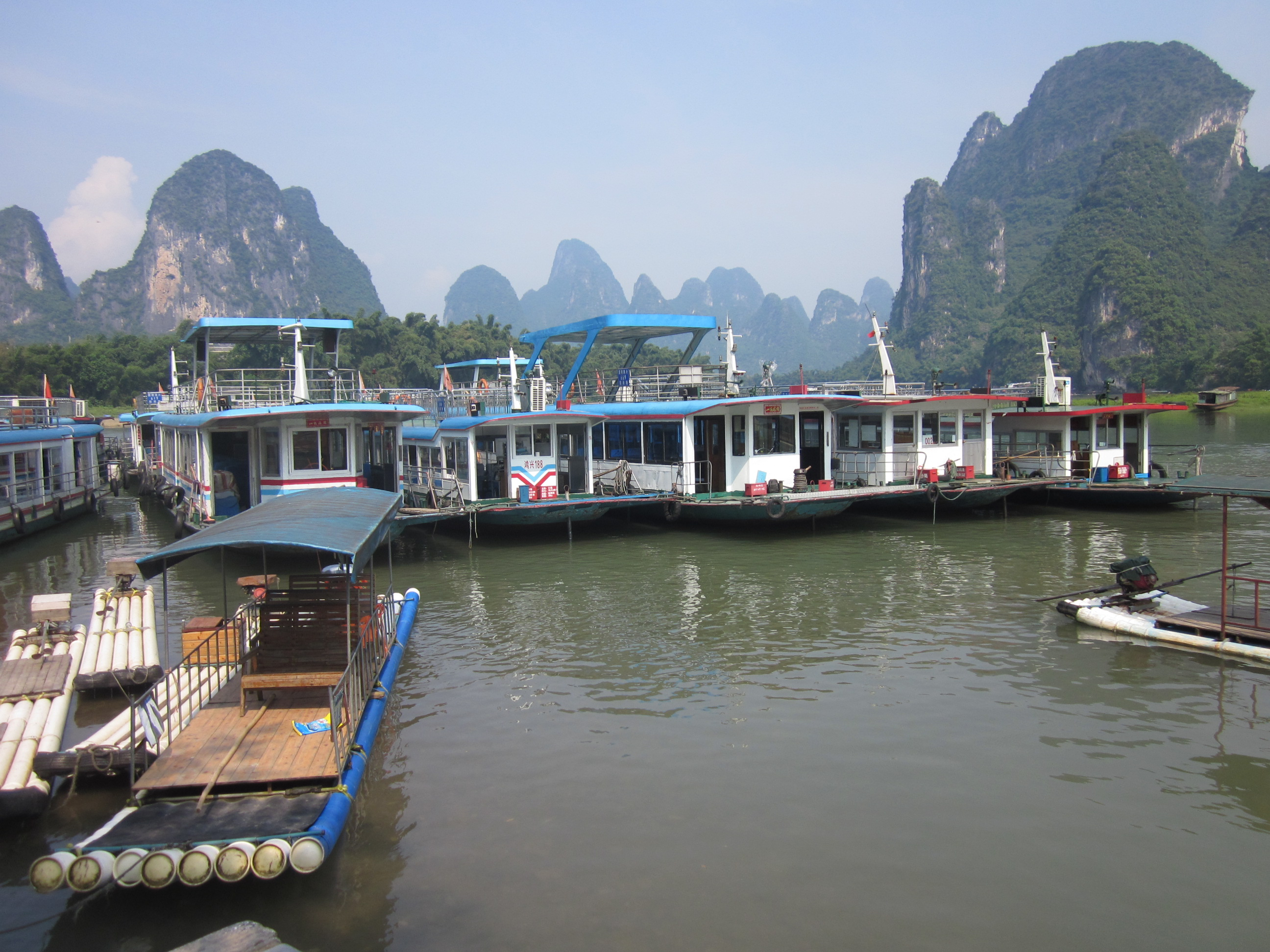
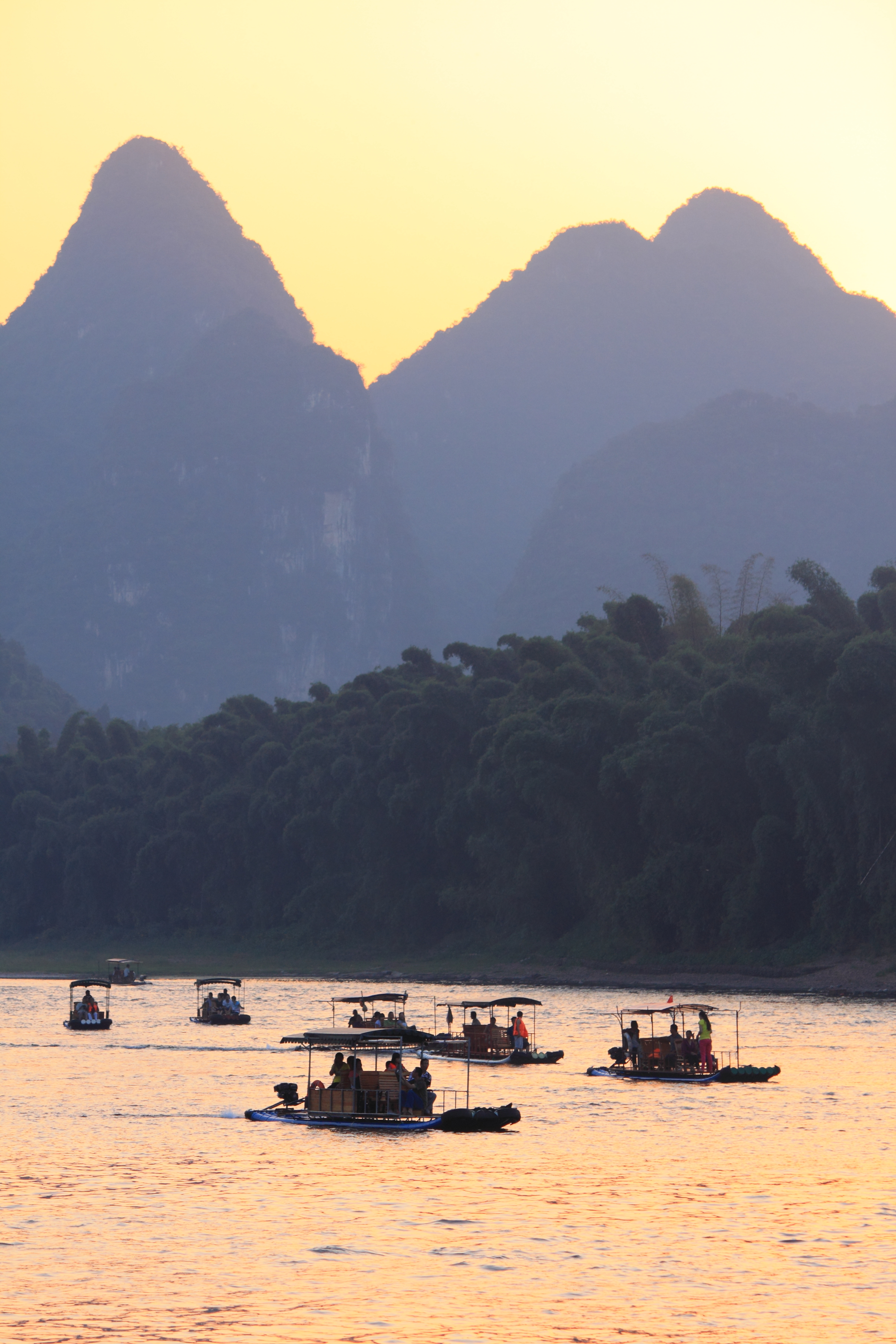